# Infectious Grooves
Infectious Grooves ist eine US-amerikanische Funk-Metal-Band aus Venice, Kalifornien, geführt von Mike Muir, dem Frontmann der Suicidal Tendencies. Auch der Bassist Robert Trujillo, seit 2003 Bassist bei Metallica, sowie der ehemalige Jane’s-Addiction-Schlagzeuger Stephen Perkins waren früher Mitglieder. Nach wie vor existiert das Funk-Projekt Infectious Grooves parallel zu Mike Muirs Hauptband Suicidal Tendencies.

## Diskografie
- 1991: The Plague That Makes Your Booty Move… It’s the Infectious Grooves
- 1993: Sarsippius’ Ark
- 1994: Groove Family Cyco
- 2000: Mas Borracho
- 2001: Friends & Family (Kompilation)
- 2009: Year of the Cycos (Kompilation)
- 2020: Take U on a Ride (EP)